# Bašalija
Bašalija (mađ. Basal) je selo u južnoj Mađarskoj.
Zauzima površinu od 4,04 km četvorna.

## Zemljopisni položaj
Nalazi se na 46° 4' sjeverne zemljopisne širine i 17° 47' istočne zemljopisne dužine. Kotarsko sjedište Siget je 1,5 km južno, Čerta je 1 km sjeveroistočno, Pokloša je 1 km zapadno, Opat je 2 km sjeverozapadno, Vislovo je 3 km sjeverno, a Seđuđ je 4,5 km jugozapadno. Nekad samostalno selo Becvara (mađ. Becefa) (od 1966. dijelom Sigeta) je 4,5 km istočno-jugoistočno.

## Upravna organizacija
Upravno pripada Sigetskoj mikroregiji u Baranjskoj županiji. Poštanski broj je 7922. 

## Stanovništvo
Bašalija ima 206 stanovnika (2001.). U 18. st. su se u ovo područje doselili Južni Slaveni, a u 19. st. Nijemci.
Danas Mađari čine preko 80% stanovnika, Roma je 3%, a nepoznatog ili neizjašnjenih je 17%. Po vjerskoj strukturi, nešto više od pola sela čine rimokatolici, oko petine čine kalvinisti. 

## Vanjske poveznice
- Bašalija na fallingrain.com